# 大熊孝
大熊 孝（おおくま たかし、1942年（昭和17年）8月 - ）は、日本の河川工学者。新潟大学名誉教授。台北市生まれ。千葉市出身、新潟市在住。
専門は河川工学・河川土木史で、自然と人の関係、川と人の関係を地域住民の立場を尊重しながら研究している。土木工学の教員の中では珍しく住民運動の側に立ったり、社会的な発言をする。
2019年4月現在、八ッ場ダムに反対する八ッ場あしたの会代表世話人・水の駅・ビュー福島潟名誉館長、NPO 法人新潟水辺の会顧問、日本自然保護協会参与などを務める。

## 略歴
1942年台湾で出生。4歳で高松に引き揚げて亀阜小学校に入学し、そのあと千葉に20年少し住む。千葉県立千葉第一高等学校を卒業。
1967年東京大学工学部土木工学科卒業。応用力学の分野で「軸力を受ける鋼材の捩じり」について」卒業論文を執筆。
1969年、東京大学大学院工学系研究科土木工学専攻修士課程修了。修士課程から河川工学を専門とする高橋裕に師事する。
1974年、東京大学大学院工学系研究科土木工学専攻博士課程修了、「利根川における治水の変遷と水害に関する実証的調査研究」で工学博士。
1974年 - 1979年、新潟大学工学部助手。
1979年 - 1980年、新潟大学講師。
1980年 - 1985年、新潟大学助教授。
1985年7月から新潟大学工学部建設学科環境計画講座教授。
2008年定年退職、同年名誉教授。
2014年4月-2019年3月、新潟市潟環境研究所所長。2014年4月ー2019年3月、水の駅・ビュー福島潟名誉館長。
1998年 - 2000年、土木学会土木史研究委員会委員長。
2008年 新潟日報文化賞受賞
2020年、『洪水と水害をとらえなおす 自然観の転換と川の共生』で毎日出版文化賞受賞。

## 人物
高校で3年間サッカーに没頭し、大学でも1年目はサッカーを続けていた。高校時代は県大会優勝を経験。妻は高校時代の後輩。大学院在学中に結婚。修士論文は研究室で取り組んでいた「ダム群の統合管理」を引き継いだものであったという。当時の国家公務員試験上級甲種に合格していたが、博士課程に進学。利根川について実証的研究を行い、土木工学の論文でありながら数式の掲載されない論文で学位を得る。
新潟大学へは松野操平や小出崇に誘われて赴任。
昭和42年の加治川水害に関する訴訟で、住民側に協力する。
昭和47年の太田川水害（広島）・立岩ダム訴訟で、住民側鑑定人を引き受ける。
平成30年3月発売された「河川工学者三代は川をどう見てきたのか　安藝皎一、高橋裕、大熊孝と近代河川行政一五〇年（著者：東京大学名誉教授篠原修）※」では、大熊孝を含む3人の河川工学者が近代河川行政をどのように捉えてきたかが記されている。
※平成30年度土木学会出版文化賞受賞。

## 主な著書
単著
- 「利根川治水の変遷と水害」東京大学出版会 1981
- 「洪水と治水の河川史―水害の制圧から受容へ―」平凡社 1988 / 平凡社ライブラリー 2007
- 「川がつくった川、人がつくった川 :川がつくった川・人がつくった川」ポプラ社 1995
- 「技術にも自治がある－治水技術の伝統と近代－」農文協 2004
- 「洪水と水害をとらえなおすー自然観の転換と川との共生―」農文協 2020、毎日出版文化賞受賞[3]

監修・共著
- 日本土木史（共著）抜報堂出版 1994
- 『川を制した近代技術』責任編集（叢書）近代日本の技術と社会 1994/11/1
- 『日本のダムを考える』天野礼子、保母武彦、D・ビアード（岩波ブックレット）1995
- 『ローカルな思想を創る』内山節、鬼頭秀一・榛村純一共著、農文協 1998
- 『市場経済を組み替える』内山節、鬼頭秀一・榛村純一共著、農文協 1999
- 市民が止めた！千歳川放水路－公共事業を変える道筋― 北海道新聞 2003/12
- 『首都圏の水があぶない―利根川の治水・利水・環境は、いま』嶋津暉之、吉田正人共著（岩波ブックレット）2007
- 『川からの贈り物』天野礼子・夢枕獏・佐藤秀明と共著 東京書籍 1997/3
- 『川辺の民主主義』ロシナンテ社 編、大熊孝、姫野雅義、松本誠 ほか著、アットワークス 2008
- 『社会的共通資本としての川』宇沢弘文共編著 東京大学出版会 2010/11/1
- みんなの潟学 新潟市潟環境研究所編 2018/11

映像
映画「阿賀に生きる」（佐藤真監督・1992年完成）製作委員会代表

## 参照
- KAKEN
- researchmap
- (PDF) ,河川工学者三代は川をどう見てきたのか-安藝皎一、高橋裕、大熊孝と近代河川行政一五〇年 篠原修 著 農文協プロダクション 2018
- 大熊孝氏講演：「川とは？－川の本質と治水の在り方－」 (PDF)
- 利根川の洪水について (PDF)  河川流出モデル・基本高水評価検討等分科会 2011･3･29
- 脱ダムを阻む「基本高水」 大熊孝氏 大熊孝氏の「脱ダム」治水論を批判する 福岡捷二氏 (PDF)  淀川水系流域委員会第26回猪名川部会（H17.4.14）参考資料2
- いままでの治水、これからの治水 －ダムに頼らない治水を求めて－ (PDF)  平成13年度 第3回研究推進会議